# 노명월
노명월(중국어 정체자: 盧明月,  ~ 617년)은 중국 수나라 말기에 활약했던 군웅의 한 사람으로서, 수나라 말기 무렵에 수 양제의 치세에 반기를 들고 일어난 농민 봉기군의 수령이었다.

## 생애
614년에 거병하여 얼마 후, 10만 병력을 끌고 치허현에 주둔하자 장수타는 1만여 병력으로 그와 맞섰다. 대치가 열흘간 지속되어 군량이 떨어지자 장수타는 별동대로 진숙보, 나사신을 남겨둬 매복시킨 채 퇴각했는데, 노명월이 이를 보고는 진영을 거의 비우고 장수타를 추격하자 별동대는 적의 진영을 급습해 불태웠다. 노명월이 자기 진영이 점령된 것을 보고 당황하자 장수타는 군대를 돌려 반격했다. 노명월은 겨우 수백의 기명만을 거느리고 도망가 숨었다. 615년 10월, 10만의 군중을 이끌고 회양군·양성군을 공격했으며, 무상왕(無上王)을 자칭하였다. 617년 1월, 왕세충의 공격을 받아 남양에서 싸웠지만 대패해 참수되었다.

## 같이 보기
- 응우옌 둥 밍(阮当明)

## 참고 문헌
- 자치통감